# Abou Bakr As-Siddiq

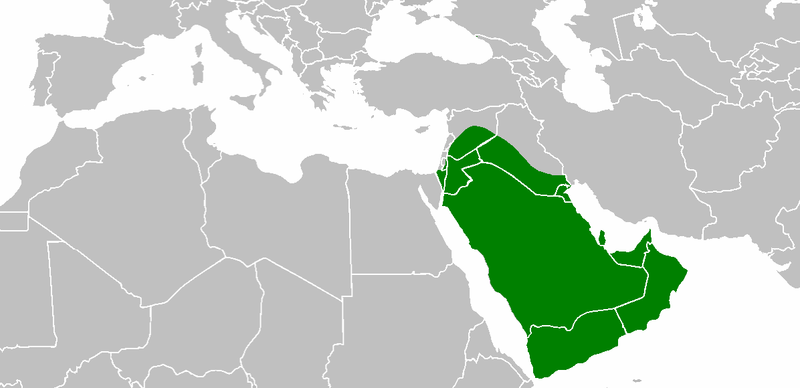
L'empire du califat d'Abou Bakr à son apogée, en 634.

Abou Bakr As-Siddiq (Abdu Llâh (ou 'Atîq) Ibn Abî Quhâfah (أَبُو بَكْرٍ عَبْدُ ٱللهِ إِبْنِ أَبِي قُحَافَةَ),, né vers 573 et mort le 23 août 634), dit aussi Abou-Beker ou Abubecer, surnommé « As-Siddiq », « le Véridique »), est le beau-père de Mahomet devenu ensuite dirigeant religieux.

## Biographie
Né à La Mecque, c'est un riche commerçant et aussi un membre éminent du clan des Banu Taym, l'un des clans de la tribu Quraych.

### Succession
Selon la tradition sunnite, il fut le premier homme à embrasser l'islam après la première femme de Mahomet, Khadija et les deux fils adoptifs du Prophète.
Selon des sources chiites, ce serait Ali, le cousin du prophète qui vivait dans la maison du prophète, qui aurait le premier embrassé l'islam, suivi de Zayd fils adoptif de Mahomet.
Lors de l'hégire, Abou Bakr fut le seul homme à quitter, avec Mahomet, la Mecque pour s'installer à Médine. Alors qu'il mourait de maladie, Mahomet désigna Abû Bakr pour diriger les prières en son absence. À la mort de Mahomet, Abû Bakr fut choisi pour lui succéder par les muhajirun et les Ansâr, au détriment d'Ali et Abbâs (membres de la famille du prophète), lors d'une élection organisée notamment par Omar ibn al-Khattâb. Il devint donc le premier calife de l'islam en juin 632, portant le titre de khalîfat rasûl Allâh (successeur de l'envoyé de Dieu).

### Califat

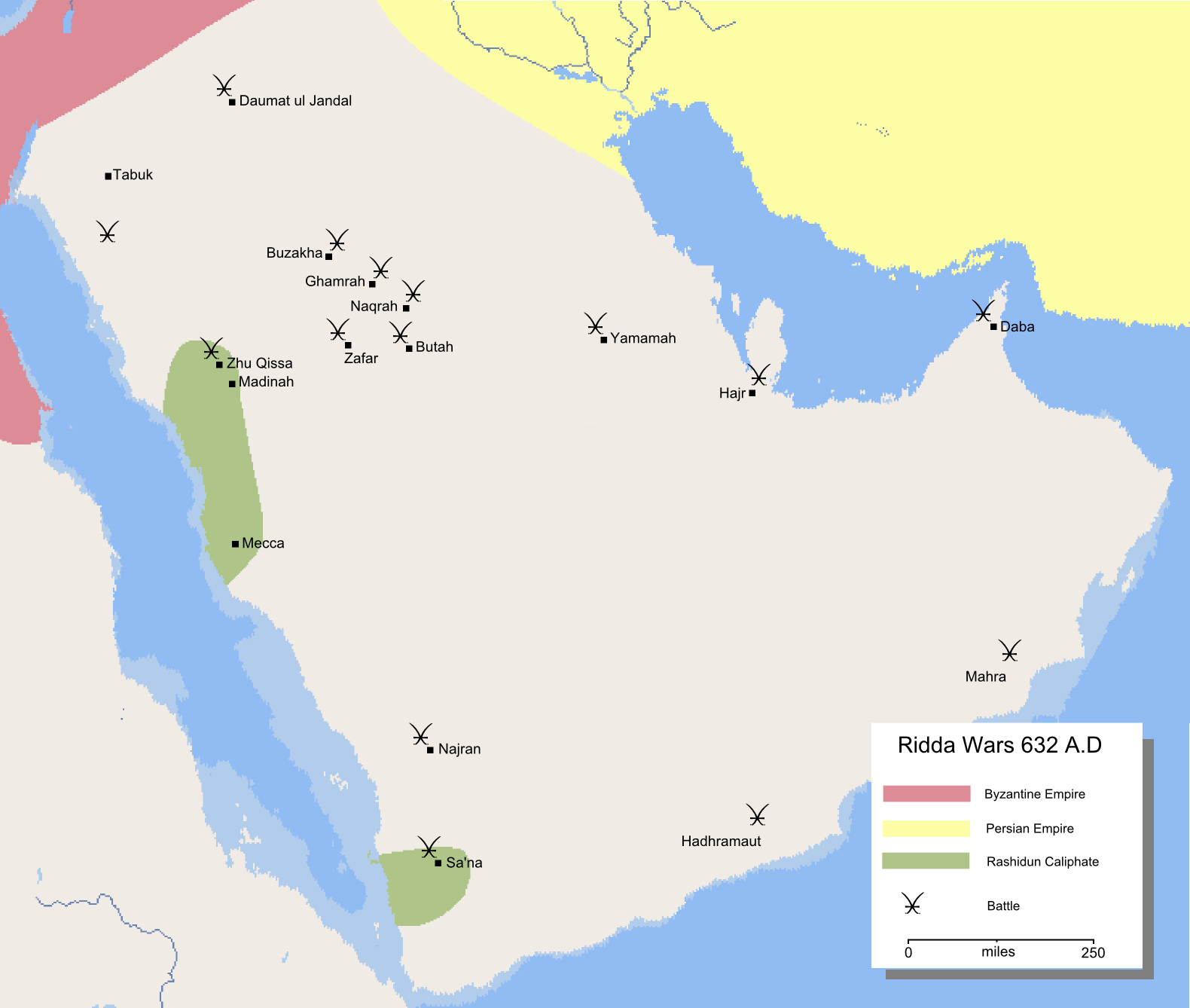
Guerres de Ridda

Selon Tabari, Abu Bakr aurait ordonné à ses soldats : "Évitez la trahison. Si vous faites du butin, ne dérobez rien. Si vous êtes victorieux, ne tuez ni les femmes ni les enfants sans armes. Ne détruisez rien, ne coupez pas les arbres fruitiers, n'égorgez pas le bétail, à l'exception de ce que vous mangez. Il y a en Syrie, des prêtres chrétiens qui ne cherchent querelle à personne. Ne les inquiétez pas et ne tuez aucun d'entre eux."
À la suite de sa nomination s'élevèrent des mouvements de contestation chez les bédouins, qui se diffusèrent dans toute l'Arabie. C'est la période de la Grande Apostasie : ridda. Abû Bakr doit maîtriser les révoltes de tribus de Hedjaz et Nejd, la première rejetant l'islam et la seconde refusant de lui payer la zakat. La tribu des Banû Tamîm, menée par la prophétesse Sajah, et menaçant Médine, fut vaincue par le chef militaire Ikrima. La plus sérieuse opposition vint de Musaylima, membre des Banu Hanifa, vaincu par Khalid ibn al-Walid à la bataille d'Al-Yamama,.
Après cette bataille au cours de laquelle près de 1 200 musulmans, dont 39 grands compagnons et 70 maître-récitateurs du Coran perdirent la vie, ʿOmar incita Abû Bakr à envisager la préservation des versets révélés. C'est à Zayd ibn Thâbit qu'échut la tâche de compiler l'ensemble des versets en un seul livre. Ce livre, une fois achevé, fut gardé par Hafsa, une des épouses de Mahomet et fille de Omar ibn al-Khattâb.
Ayant établi sa suprématie, il entraîna ses généraux à la conquête de toute l'Arabie, et fut victorieux lors d'expéditions dans les territoires du nord et d'incursions en Mésopotamie et en Syrie (bataille d'Ajnadayn, menée également par Khalid ibn al-Walid).

### Décès
Abû Bakr mourut le 22 Joumada Al-Thani de l'an 13 du calendrier hégirien, ce qui correspond au 23 août 634 selon le calendrier julien, à l'âge de 63 ans à Médine, des suites d'une maladie dont il ne put récupérer à cause de son grand âge. Peu avant, et après avoir consulté les compagnons proches, il désigne Omar Ibn Al-Khattâb comme son successeur légitime.
Abû Bakr est enterré dans une chambre attenante à la « mosquée du Prophète », Masjid al-Nabawi, à Médine, à droite de la tombe de Mahomet.
« Abou-Bekr avait exprimé le désir d'être enterré à côté du Prophète, de manière que sa tête fût à la hauteur des épaules de Mo'hammed. »
— d'après Tabarî, traduit par H. Zotenberg, La Chronique, histoires des Prophètes et des rois

## Relations avec Muhammad
Abû Bakr était le compagnon du Prophète depuis le début de la révélation jusqu'à sa mort. Ce dernier a pris maintes fois sa défense :

« N'allez-vous pas laisser tranquille mon compagnon ! N'allez-vous pas cesser, et laisser tranquille mon compagnon ! Lorsque je vous ai dit : " Ô peuple, je suis le Messager d'Allah auprès de vous ! Vous m'avez répondu : " Menteur !", sauf Abû Bakr qui, lui, m'a cru »

— rapporté par Abu ad-Darda'a al-Ansari dans le recueil Sahih al-Bukhari

« Quand j'ai invité les gens à embrasser l'islam, tous ont pris un temps de réflexion et d'hésitation, excepté Abû Bakr : il ne s'est pas retenu, et n'a pas hésité »

— Rapporté par Ibn Ishaq

## Famille
- Père : 'Uthmân Ibn Amîr Abî Quhâfah
- Mère : Umm Ul Khayr Salmah
  - Frère : Mu'taq
  - Frère : Utayq (présumé le plus jeune)
  - Frère : Quhâfah Ibn 'Uthmân
  - Sœur : Fadrah
  - Sœur : Qarîbah
  - Sœur : Ummu 'Âmir
  - Lui-même : 'Atîq (ou 'Abdu Llâh) (présumé l'aîné de la fratrie)
    - Épouse : Qutaylah Bint 'Abd Il 'Uzzah (dont il a divorcé)
      - Fille : Asmâ° Bint Abî Bakr
        - Petit-fils : 'Abdu Llâh Ibn Az Zubayr (qui serait le premier-né des Muhâjirîn)
        - Petit-fils : 'Abdu Llâh Ibn 'Abd Ir Rahmân Ibn Abî Bakr
        - Petit-fils : Muhammad Ibn 'Abd Ir Rahmân Ibn Abî Bakr
        - Petit-fils : 'Urwah Ibn Az Zubayr
        - Petite-fille : Hafsah Bint 'Abd Ir Rahmân Ibn Abî Bakr
          - Arrière-petit-fils : Hishâm Ibn 'Urwah
          - Arrière-petit-fils : Abû Sulaymân Ibn Muhammad Ibn 'Abd Ir Rahmân Ibn Abî Bakr
          - Arrière-petit-fils : Talhah Ibn 'Abdi Llâh Ibn 'Abd Ir Rahmân Ibn Abî Bakr

      - Fils : 'Abdu Llâh Ibn Abî Bakr

    - Épouse : Umm Rûmmân Bint 'Âmir Al Kinâniyyah
      - Fils issu d'un précédent mariage : Tufayl Ibn 'Abdi Llâh, le fils de 'Abdu Llâh Ibn Al Hârith
      - Fils : 'Abd Ur Rahmân Ibn Abî Bakr
      - Fille : 'Âïshah, épouse de Muhammad

    - Épouse : Asmâ° Bint Umays al-Khath'amiyyah (d'abord épouse de Ja'far Ibn Abî Tâlib, puis après le décès d'Abu Bakr, épouse de 'Alî Ibn Abî Tâlib)
      - Fils : Muhammad Ibn Abî Bakr
        - Petit-fils : Qasim ibn Muhammad ibn Abu Bakr (en)
          - Arrière-petite-fille : Farwah Bint Al Qâsim
            - Arrière-arrière-petit-fils : Ja'far al-Sâdiq

    - Épouse : Habîbah Bint Khârijah Al Khazrajiyyah
      - Fille : Umm Kulthum Bint Abî Bakr.

## Filmographie
Le film La Dame du Paradis décrit la lutte de succession de Mahomet qui permit à Abou Bakr As-Siddiq de prendre le pouvoir. Ce dernier, calife de l'islam et personnage central de l'islam sunnite, y est décrit comme un guerrier sanguinaire qui accède au pouvoir par la ruse et la violence .